# Steindorf, Schwaben
Steindorf är en kommun och ort i Landkreis Aichach-Friedberg i Regierungsbezirk Schwaben i förbundslandet Bayern i Tyskland.
Kommunen ingår i kommunalförbundet Mering tillsammans med köpingen Mering och kommunen Schmiechen.